# Centro Nacional de Vela de Singapura
O Centro Nacional de Vela de Singapura tem uma área de 2,4 hectares, e foi construído, com um custo de 5,4 milhões de Dólares. sendo dedicado exclusivamente à promoção e excelência da vela como um desporto de competição e de lazer. As suas instalações incluem uma área grande para os barcos, um bloco administrativo, um pavilhão desportivo multi-ocasiões, uma cafetaria, um dormitório e um auditório.
Este centro de vela é o principal local onde se treinam os velejadores nacionais singapuranos, que marcaram nos Jogos Asiáticos Doha 2006, onde a Singapura foi considerada como uma nação de topo na vela asiática. Os velejadores da classe 470 competiram nos Jogos Olímpicos Pequim 2008.
O centro é sempre uma escolha para se realizarem competições de vela a nível regional e internacional. É um sítio ideal para competições de vela, já que a sua localização estratégica permite tirar uso total dos ventos de Sudoeste e de Nordeste ao longo de todo o ano de vela. A média diária da direcção do vento nesta área é de 165 graus, e a média diária de força do vento é cerca de 10 nós, ou seja, 18.5 km/h.
De entre os eventos que o centro já acolheu, destacam-se:
- Campeonatos Mundias Byte de 2003
- World Hobie Tiger de 2005
- Campeonato Asiático Optimism de 2006 e de 2007.
- Campeonatos Ásia-Pacífico de Laser de 2006

## Jogos Olímpicos da Juventude Singapura 2010
O Centro Nacional de Vela de Singapura acolherá as competições de Vela nos Jogos Olímpicos de Verão da Juventude de 2010.